# Neotullbergia
Neotullbergia är ett släkte av urinsekter. Neotullbergia ingår i familjen blekhoppstjärtar.
Släktet innehåller bara arten Neotullbergia ramicuspis.